# Бал на води
Бал на води је југословенски филм из 1985. године. Режирао га је Јован Аћин, који је написао и сценарио.
Југословенска кинотека у сарадњи са А1 и Авала Студиос дигитално је обновила овај филм.
Премијера дигитализоване копије је одржана 28. јуна 2021. године.

## Радња
Радња филма смештена је педесетих година у Београду. Једна девојка и четири младића су нераздвојни, иду у исти разред, заједно веслају, имају оркестар, породице им се познају. Сва четири младића су потајно заљубљени у своју другарицу, док их она сматра само својим нераздвојним пријатељима. Љубав ће јој се догодити ипак, и то са провинцијалцем припадником УДБ-е који је тек дошао у Београд. Она остаје у другом стању, што није желела да открије својим друговима, као ни свом младићу у кога се разочарала. Убрзо затим мајка јој умире, а отац емигрант који од после рата живи у иностранству, тако да њени другови одлучују да је помогну. Ово је један од првих југословенских филмова који је отворено исмевао комунизам.

## Улоге
| Глумац                 | Улога                               |
| ---------------------- | ----------------------------------- |
| Гала Виденовић         | Мирјана Живковић Естер              |
| Драгомир Бојанић Гидра | Риле                                |
| Милан Штрљић           | млади Риле                          |
| Ђорђе Ненадовић        | Поп Поповић                         |
| Горан Радаковић        | млади Поп                           |
| Реља Башић             | Глен                                |
| Небојша Бакочевић      | млади Глен                          |
| Марко Тодоровић        | Саша                                |
| Драган Бјелогрлић      | млади Саша                          |
| Милош Жутић            | Кића                                |
| Срђан Тодоровић        | млади Кића                          |
| Љубиша Самарџић        | Гленов отац                         |
| Ружица Сокић           | Кићина мајка                        |
| Шпела Розин            | Марија Живковић, Естерина мајка     |
| Даница Максимовић      | Рада Шверцерка                      |
| Раде Марковић          | Попов отац                          |
| Татјана Лукјанова      | Сашина бака                         |
| Петар Банићевић        | мајор Алекса Живковић, Естерин отац |
| Предраг Ејдус          | сликар                              |
| Јосиф Татић            | Рилетов шеф                         |
| Борис Комненић         | Пироћанац                           |
| Душан Јанићијевић      | инспектор                           |
| Светлана Новак         | професор српског језика             |
| Диана Салде            | Естерина и Рилова кћерка            |
| Слободан Нинковић      | Говорник на матури                  |
| Марко Николић          | Риле (глас)                         |

## Културно добро
Југословенска кинотека је, у складу са својим овлашћењима на основу Закона о културним добрима, 28. децембра 2016. године прогласила сто српских играних филмова (1911-1999) за културно добро од великог значаја. На тој листи се налази и филм "Бал на води".